# 이쓰카촌
이쓰카촌(飯塚村)은 니가타현 산토군에 설치되었던 촌이다. 현재의 나가오카시에 해당한다.